# Stomias
Stomias és un genus d'estòmids. Viuen en la zona mesopelàgica de tots els oceans i mostren migració vertical diària i dimorfisme sexual (els mascles són més menuts, tenen ulls més grans i fotòfors postorbitals més grans que les femelles).

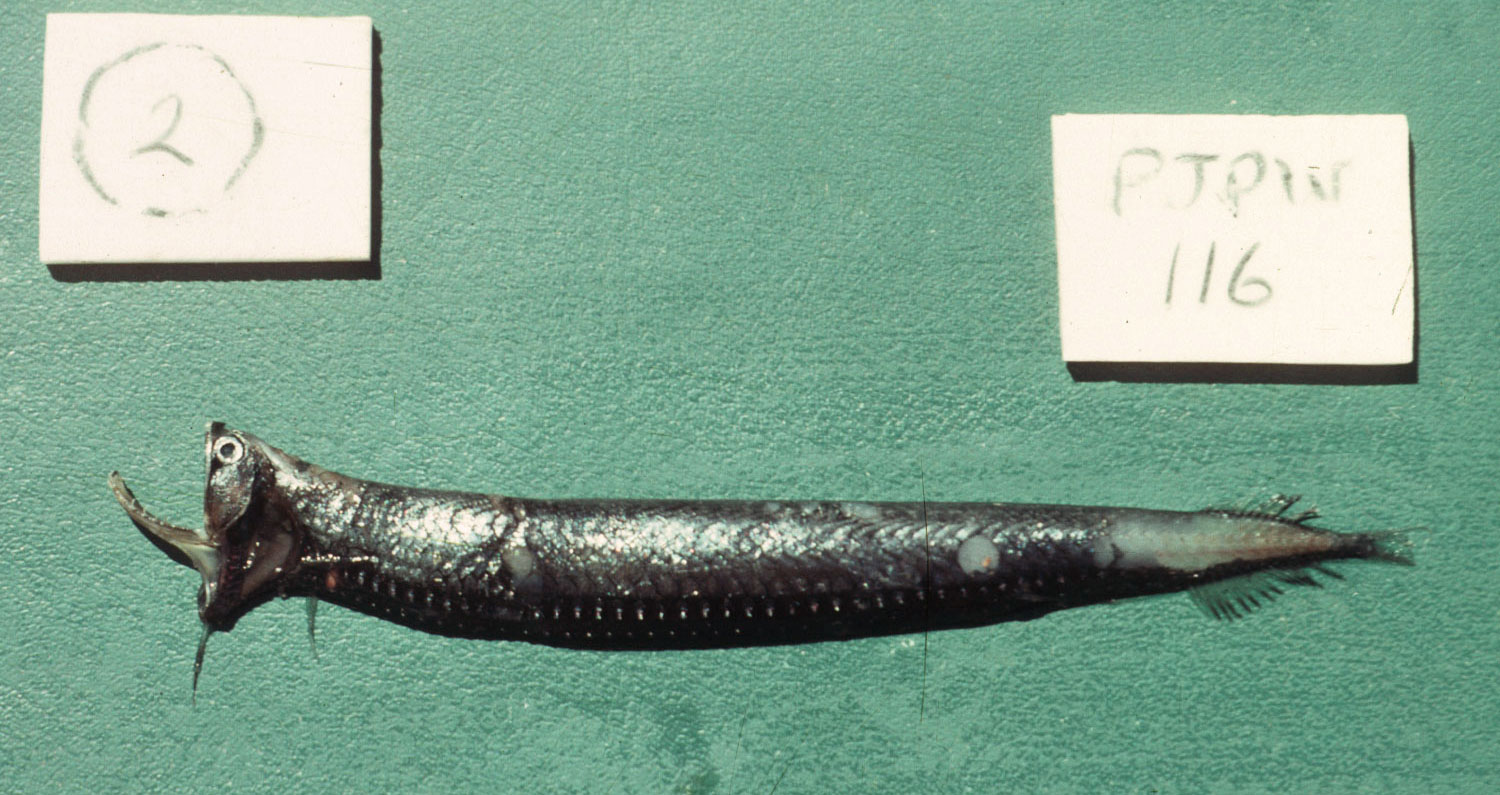
S. nebulosus.

## Taxonomia
Actualment hi ha reconegudes nou espècies en este genus:
- Stomias affinis Günther, 1887
- Stomias atriventer Garman, 1899
- Stomias boa (Risso, 1810)
  - Stomias boa boa (Risso, 1810)
  - Stomias boa colubrinus Garman, 1899
  - Stomias boa ferox J. C. H. Reinhardt, 1842
- Stomias brevibarbatus Ege, 1918
- Stomias danae Ege, 1933
- Stomias gracilis Garman, 1899
- Stomias lampropeltis Gibbs, 1969
- Stomias longibarbatus (A. B. Brauer, 1902)
- Stomias nebulosus Alcock, 1889